# Dordżijn Cenddoo
Dordżijn Cenddoo (mong. Доржийн Цэнддоо; ur. 25 sierpnia 1954) – mongolski łyżwiarz szybki, olimpijczyk.
Na zimowych igrzyskach olimpijskich w Lake Placid wystartował w łyżwiarskich wyścigach na 500, 1000 i 1500 metrów zajmując odpowiednio miejsca 34., 38. i 35.
Jego rekordy życiowe na poszczególnych dystansach to: 500 m – 39,42 (1978); 1000 m – 1:21,2 (1977); 1500 m – 2:08,23 (1977); 5000 m – 8:37,8 (1975); 10000 m – 18:08,2 (1975).